# Gorleston-on-Sea
Gorleston-on-Sea is een plaats in het bestuurlijke gebied Great Yarmouth, in het Engelse graafschap Norfolk. De plaats telt 5882 inwoners.

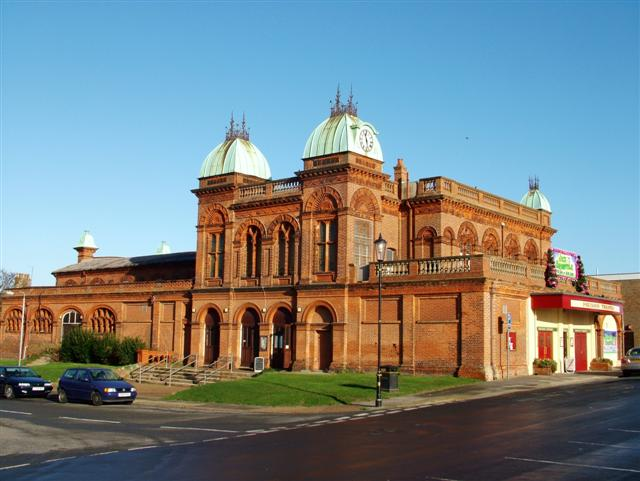
Pavilion Theatre, Gorleston
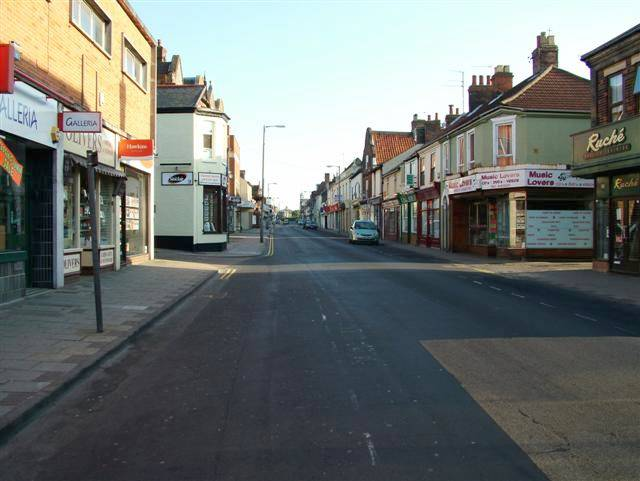
High Street